# 米隆
米隆（472B.C~440B.C），是一位能大膽進行藝術革新的雕刻家，勇於探索和表現新而又難的雕刻技法，力圖使和諧壯麗與逼真生動合二為一。他擅長以青銅為材料的雕塑，巧妙而準確地表現人體在運動中的正確姿態，塑成形神俱真的人物，這充分表現在他的《擲鐵餅者》（Discobolus）中。
米隆的雕塑藝術的最大長處是反映迅速變化的運動感，往往能突破時空的局限，抓住雕像動作的關鍵瞬間，擴大了形象的時空表現力。一種體育精神和力與美的集合就這樣展現在大家面前。由於米隆的作品，具體呈現出最完美的人體造型和瞬間動態，因而將希臘雕刻帶入了古典風格的成熟期。

## 著名作品

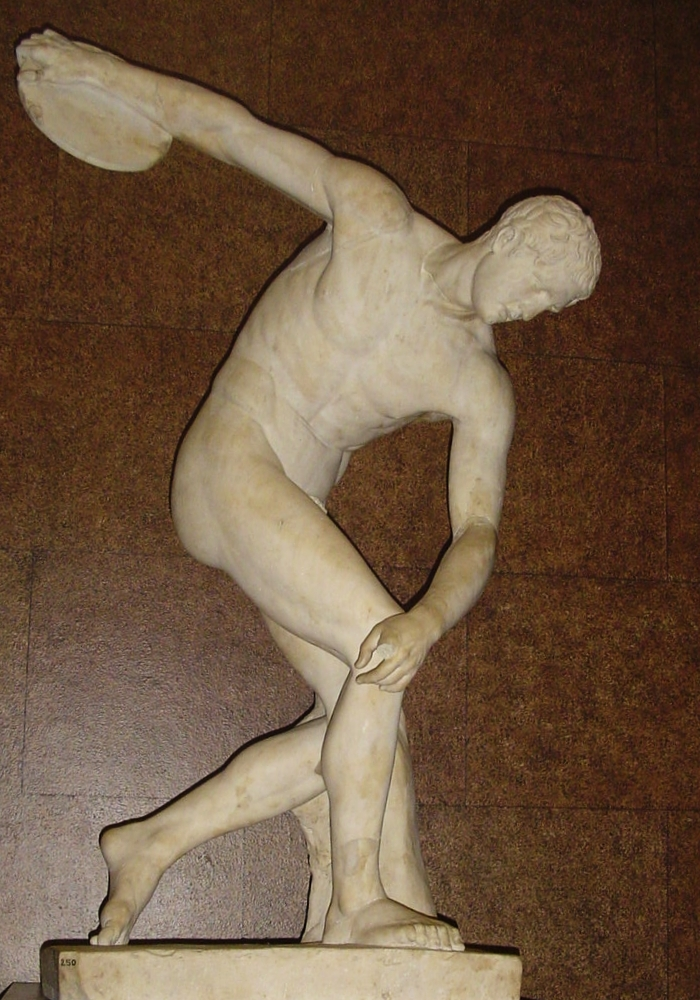
米隆的代表作擲鐵餅者複製品（大英博物館版本），原件已失傳。

擲鐵餅者，約西元前450年，高152公分。